# Route nationale 5 (Gabon)
Pour les articles homonymes, voir Route nationale 5.
La route nationale 5 est une des routes principales du Gabon. l'essentiel de son parcours est dans la province du Woleu-Ntem. Elle relie Kougouleu dans l'Estuaire à Bibasse dans le Woleu-Ntem. Elle peut être un itinéraire alternatif à la Nationale 2 pour relier Libreville et le Woleu-Ntem mais entièrement en latérite, elle est difficilement praticable en cas d'intempéries.

## Tracé
Le tracé de la nationale 5 débute à Kougouleu, à l'embranchement de la Nationale 1. La route se dirige alors vers le nord-ouest en direction du département du Haut-Komo (Woleu-Ntem). Elle traverse les localités d'Avang et Médouneu, toutes proches de la frontières avec la Guinée Equatoriale. Son tracé continue en direction de Bissok puis elle rejoint la Nationale 2 au niveau de Bibasse.